# Этидзэн (провинция)
Этидзэн (яп. 越前国 Этидзэн но куни) — историческая область Японии в регионе Хокурику, соответствующая северной части современной префектуры Фукуи.

Карта исторических областей Японии — выделена область Этидзэн

Этидзэн славится традиционно производимой здесь бумагой васи. О том, что в этой области изготовляли васи, говорится ещё в документе, который датируется 774 годом. Производимая в Этидзэн васи до сих пор является наиболее продаваемой в Японии традиционной бумагой. Кроме того, Этидзэн известна своей керамикой. Это одно из шести мест в Японии (остальные пять: Сигараки, Бидзэн, Сето, Тамба и Токонамэ), где находятся старинные печи для обжига. Специалисты в Японии и во всем мире высоко ценят керамику Этидзэн.
Считается, что в древности столица области находилась в Такэфу, но во времена Сэнгоку область распалась на множество уделов, а во времена Эдо резиденция даймё находилась в Фукуи.

## Уезды
- Асува (яп. 足羽郡);
- Имадатэ (яп. 今立郡);
- Нюу (яп. 丹生郡);
- Оно (яп. 大野郡);
- Сакаи (яп. 坂井郡);
- Цуруга(яп. 敦賀郡).